# Орандж-Парк (Флорида)
Орандж-Парк (англ. Orange Park) — місто (англ. town) в США, в окрузі Клей штату Флорида. Населення — 9089 осіб (2020).

## Географія
Орандж-Парк розташований за координатами 30°10′15″ пн. ш. 81°42′17″ зх. д. / 30.17083° пн. ш. 81.70472° зх. д. (30.170853, -81.704672).  За даними Бюро перепису населення США в 2010 році місто мало площу 13,75 км², з яких 9,39 км² — суходіл та 4,36 км² — водойми.

## Демографія
Згідно з переписом 2010 року, у місті мешкало 8412 осіб у 3464 домогосподарствах у складі 2215 родин. Густота населення становила 612 осіб/км².  Було 3880 помешкань (282/км²).
Расовий склад населення:
| - 75,9 % — білих - 14,8 % — чорних або афроамериканців - 3,2 % — азіатів - 0,3 % — корінних американців - 0,1 % — вихідців з тихоокеанських островів - 2,3 % — осіб інших рас |

До двох чи більше рас належало 3,4 %. Частка іспаномовних становила 8,8 % від усіх жителів.
За віковим діапазоном населення розподілялося таким чином: 20,1 % — особи молодші 18 років, 57,7 % — особи у віці 18—64 років, 22,2 % — особи у віці 65 років та старші. Медіана віку мешканця становила 45,5 року. На 100 осіб жіночої статі у місті припадало 90,7 чоловіків;  на 100 жінок у віці від 18 років та старших — 86,6 чоловіків також старших 18 років.
Середній дохід на одне домашнє господарство  становив 65 013 долари США (медіана — 47 548), а середній дохід на одну сім'ю — 74 766 доларів (медіана — 58 841). Медіана доходів становила 46 134 долари для чоловіків та 37 259 доларів для жінок. За межею бідності перебувало 8,7 % осіб, у тому числі 8,8 % дітей у віці до 18 років та 4,1 % осіб у віці 65 років та старших.
Цивільне працевлаштоване населення становило 3603 особи. Основні галузі зайнятості: освіта, охорона здоров'я та соціальна допомога — 20,9 %, роздрібна торгівля — 13,6 %, мистецтво, розваги та відпочинок — 12,7 %.